# 데이비드 알라바
데이비드 올라투쿤보 알라바(독일어: David Olatukunbo Alaba, 독일어 발음: [ˈdeɪvɪd ˈalaba, ˈdaːv-]; 1992년 6월 24일~)는 오스트리아의 축구 선수로 포지션은 센터백, 레프트백, 미드필더이다. 현재 라리가의 레알 마드리드와 오스트리아 축구 국가대표팀에서 활동하고 있으며 대표팀의 주장을 맡고 있다.
2008년 FC 바이에른 뮌헨의 유소년팀에 입단하여 2009-10 시즌에 FC 바이에른 뮌헨 II에 승격했다. 2011년 1월 분데스리가 2010-11시즌이 끝날 때까지 TSG 1899 호펜하임으로 임대되었고 2011-12 시즌부터 바이에른 뮌헨 1군 선수가 되었다. 바이에른 뮌헨에서 400경기 이상 출전하며 분데스리가 10회, UEFA 챔피언스리그 2회 우승을 포함하여 27개의 트로피를 들어 올렸으며 챔피언스리그 우승을 달성한 시즌에 모두 트레블을 달성했고 UEFA 올해의 팀에 세 번 선정되었다. 2021년 레알 마드리드 CF로 자유 계약으로 이적했고 데뷔 시즌에 라리가, 수페르코파, 챔피언스리그 우승을 달성했다. 그는 2023-24시즌 라리가와 챔피언스리그에서 다시 우승하며 2024년 기준으로 서로 다른 팀에서 챔피언스리그 우승을 2번 달성한 최초의 선수가 되었다.
알라바는 2009년 17세의 나이로 오스트리아 축구 국가대표팀에 대뷔하며 2025년 기준으로 대표팀에 데뷔한 역대 두 번째로 최연소 선수 기록을 가지고 있다. 그는 대표팀에서 A매치에 100회 이상 출장하며 UEFA 유로 2016과 UEFA 유로 2020에 출전했으며 2025년 기준으로 오스트리아 올해의 축구 선수에 10번(2011년부터 2016년까지 6년 연속 포함) 선정되었다.

## 구단 경력
알라바는 SV 아스페른에서 축구를 시작하였다. 아스페른은 빈의 동네 클럽으로 22번 구역 도나우슈타트 (Donaustadt)를 연고로 하는 클럽이다. 그는 10세의 나이가 되었을 때 오스트리아의 명문 클럽 FK 아우스트리아 빈으로 이적하였다. 그는 유소년팀에서 우수한 기량을 보이며, 빠르게 성장하였고, 2008년 4월, 그는 1군 교체 명단에도 포함되었다. 그는 또한 아우스리아 빈의 리저브팀 경기에 5경기 출장하였고, 2008년 여름에는 독일 분데스리가의 FC 바이에른 뮌헨으로 이적하였다.
그는 바이에른 뮌헨에 이적한 뒤, 처음에는 U-17팀과 U-19팀에서 활약하다, 2009-10 시즌에는 FC 바이에른 뮌헨 II로 승격되었다. 그는 2009년 8월, 디나모 드레스덴과의 3. 리가 경기에서 뮌헨 리저브팀 데뷔전을 치렀고, 2009년 8월 29일에는 그는 FC 바이에른 뮌헨 II 소속으로 첫 골을 기록하였다. 그는 UEFA 챔피언스리그 2009-10을 앞두고 FC 바이에른 뮌헨의 스쿼드에 등록되었으며, 등번호 27번을 받았다. 2010년 1월, 알라바는 잔여 시즌 동안 FC 바이에른 뮌헨 1군과의 훈련이 확정되었고, 리저브 팀 동료 디에고 콘텐토와 메흐메트 에키지도 같이 승격되었다.
이 3인방은, 2010년 2월 10일을 SpVgg 그로이터 퓌르트와의 DFB-포칼 경기를 기점으로 1군 벤치에 등록되었으며, 알라바는 59분에 크리스티안 렐과 교체 투입되었다. 교체 투입 1분 후, 그는 2번째 볼터치를 프랑크 리베리에 어시스트를 하며 3-2 리드를 가져갔고, 경기는 6-2로 종료되었다. 그는 또한 FC 바이에른 뮌헨의 1군 경기에 출전한 최연소 선수로 기록되었다. (17세 7달 8일) 그는 2010년 3월 9일, ACF 피오렌티나와의 UEFA 챔피언스리그 2009-10 16강 2차전에서 챔피언스리그 데뷔전을 치렀다.
루이스 판 할 체제의 FC 바이에른 뮌헨 1군 체제에서, 그는 주로 왼쪽 풀백으로 출장하였고, 그 외에도 왼쪽 윙어나 중앙 미드필더로도 출장하였다. 2011년 10월 23일, 알라바는 1-2로 패한 하노버 96 원정에서 첫 분데스리가 골을 기록하였다.
불과 19세의 나이로, 알라바는 2011년 오스트리아 올해의 선수상을 수상하였다. 이 투표는 APA (오스트리아 언론 협회) 에 의해 조직되었으며, 10명의 오스트리아 분데스리가 클럽의 감독들에 의해 결정된다. 알라바는 21점으로 FK 아우스트리아 빈의 네덜란드인 선수 나세르 바라지테 (20점) 와 VfB 슈투트가르트의 오스트리아 국가대표 마르틴 하르니크 (13점) 을 넘었다.

## 국가대표팀 경력
알라바는 오스트리아의 U-17 청소년 국가대표팀과 U-21 청소년 국가대표팀을 거쳤다. 2009년 10월, 그는 오스트리아 성인대표팀에 프랑스전을 앞두고 발탁되었다. 그는 이 경기에서 데뷔전을 치루었고, 오스트리아 국가대표 최연소 선수로 기록되었다.

## 지도자 경력
그는 2008-09 시즌에 FC 바이에른 뮌헨의 U-11 팀 감독을 돕기도 하였다.

## 개인사

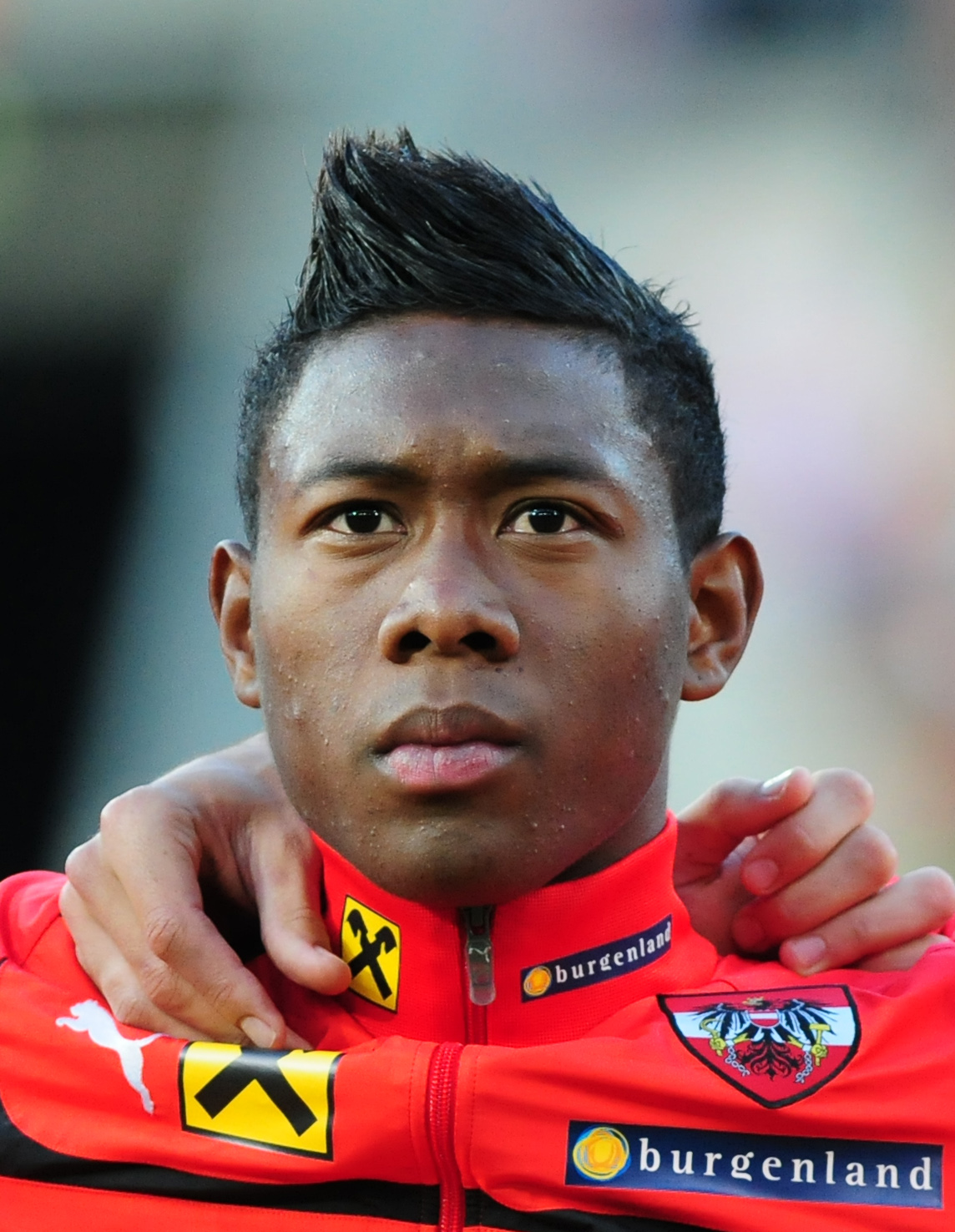
오스트리아 대표팀 경기에 참가한 알라바 (2012년)

알라바는 조지와 지나 알라바 부부의 아들로, 한 명의 언니인 로즈 메이 알라바를 가지고 비엔나에서 태어났다. 그의 요루바 나이지리아인 아버지는 오게레 출신의 왕자이자 래퍼이며 디스크 조키로 일하고 있다. 그의 비사야인 어머니는 필리핀에서 간호사로 일하기 위해 이주했다. 그는 칠일 안식교 신자이다.

## 수상

#### 바이에른 뮌헨
- 분데스리가: 2009–10, 2012–13, 2013–14, 2014–15, 2015–16, 2016–17, 2017–18, 2018–19, 2019–20, 2020–21
- DFB-포칼: 2009–10, 2012–13, 2013–14, 2015–16, 2018–19, 2019–20
- DFL-슈퍼컵: 2016, 2018, 2020
- UEFA 챔피언스리그 우승: 2012–13, 2019–20
- UEFA 슈퍼컵 : 2013, 2020
- FIFA 클럽 월드컵 : 2013, 2020

#### 레알 마드리드
- 라리가: 2021–22, 2023–24
- 국왕컵 : 2022–23
- 수페르코파 데 에스파냐 : 2022
- UEFA 챔피언스리그 우승: 2021–22, 2023–24
- UEFA 슈퍼컵: 2022
- FIFA 클럽 월드컵 : 2022

### 개인
- 오스트리아 올해의 선수 : 2011, 2012, 2013, 2014, 2015, 2016, 2020, 2021, 2022, 2023
- 오스트리아 올해의 운동선수 : 2013, 2014
- UEFA 올해의 팀 : 2013, 2014, 2015
- 분데스리가 올해의 팀 : 2014–15, 2015–16
- 라리가 시즌의 팀 : 2021-22
- ESM 올해의 팀 : 2013-14
- UEFA 챔피언스리그 시즌의 스쿼드 : 2019–20, 2020–21
- UEFA 챔피언스리그 그룹 스테이지의 팀 : 2015-16
- FIFPRO 월드 11 : 2021